# Witwenpalais (Petit palais Attems)

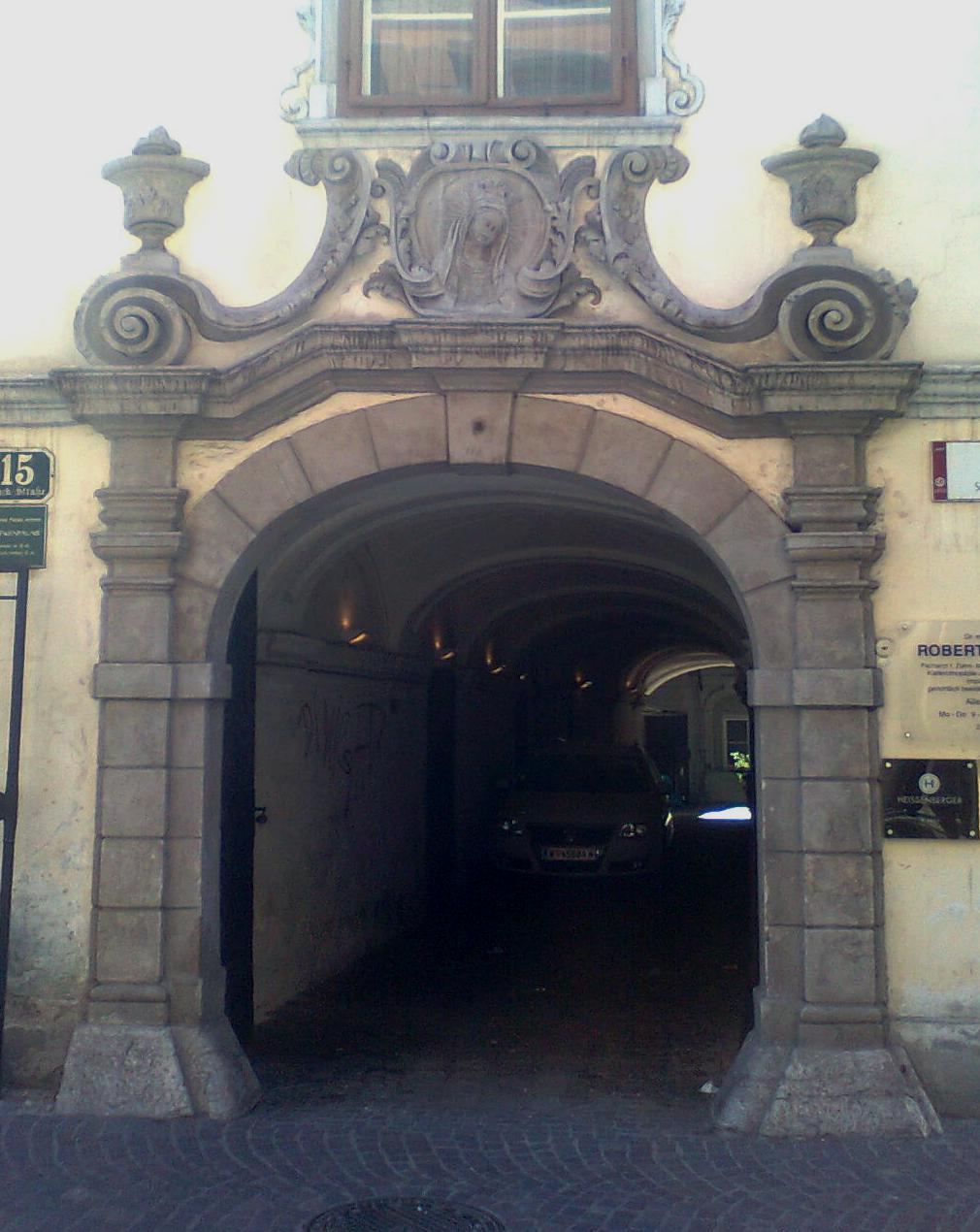
Portail

Le Petit Palais Attems, connu sous le nom de Witwenpalais, est un palais urbain situé dans l'Innere Stadt à Graz. Construit aux XVIIe/XVIIIe siècles, il est adjacent au Palais Attems, le palais aristocratique le plus important de Styrie. Il servait de palais de veuve (Witwenpalais) pour les veuves des  propriétaires du palais Attems.

## Histoire
Le palais de la veuve a été construit au XVIe siècle. En 1596, le bâtiment, qui appartenait aux héritiers de Georg Püchler, fut mentionné au registre du tribunal de la ville.
Il devint la propriété de la famille Kalchhammer au XVIIe siècle et fut acquis par Ferdinand Josef von Thinfeld en 1744. Le bâtiment fut vendu au comte Ignaz Maria von Attems en 1757. Il servit désormais de palais de veuve au propriétaire du palais Attems voisin.
La famille Attems fut propriétaire du palais  jusqu'en 1955, date à laquelle il fut vendu à la société Wertheimer. Le palais est la propriété de la famille Wabitsch depuis 2011.

## Architecture
L'élégant bâtiment de quatre étages au plan étroit et profond a été construit au XVIIIe siècle et possède une façade et un intérieur baroques.
La façade date de 1715 et 1720 et est décorée de stucs en forme de feuillages, de rubans et d'ornements de treillis. Le portail présente des grilles de la seconde moitié du XVIIIe siècle. On accède à la petite cour intérieure par une allée voûtée.
L'escalier, décoré de stucs rococo, représentant des scènes de l'histoire autrichienne, a été construit au milieu du XVIIIe siècle. Au deuxième étage se trouve une cheminée baroque décorée en marbre stuqué coloré avec des carreaux de faience de Delft'.

## Source de traduction
- (de) Cet article est partiellement ou en totalité issu de l’article de Wikipédia en allemand intitulé « Witwenpalais (Graz) » (voir la liste des auteurs).